# Viișoara, Neamț
Viișoara este satul de reședință al comunei Alexandru cel Bun din județul Neamț, Moldova, România.